# Captain Caution
Captain Caution (bra Capitão Cauteloso, ou O Capitão Cauteloso) é um filme norte-americano de 1940, do gênero aventura histórica, dirigido por Richard Wallace, com roteiro baseado no romance homônimo de Kenneth Roberts.

## Sinopse
Estamos na Guerra anglo-americana de 1812. O navio mercante norte-americano Olive Branch é comandado por Dan Marvin e pela jovem Corunna. Corunna é filha do Capitão Dorman, morto em batalha. Ela vê a prudência de Dan Marvin como simples covardia. Contudo, enquanto tentam levar uma carga valiosa para os EUA, Dan prova seu valor e heroísmo ao salvar a embarcação várias vezes das mãos dos britânicos. A vida de Corunna é perturbada pelo lascivo Slade, que pensa que tanto ela quanto o Olive Branch pertencem a ele. Dan, porém, prova que Slade não passa de um traidor ao conspirar com o inimigo.

## Premiações
| Patrocinador                                  | Prêmio | Categoria             | Situação                    |
| --------------------------------------------- | ------ | --------------------- | --------------------------- |
| Academia de Artes e Ciências Cinematográficas | Oscar  | Melhor Mixagem de Som | Indicado[carece de fontes?] |

## Elenco
| Ator/Atriz       | Personagem       |
| ---------------- | ---------------- |
| Victor Mature    | Dan Marvin       |
| Louise Platt     | Corunna          |
| Leo Carrillo     | Argandeau        |
| Bruce Cabot      | Slade            |
| Vivienne Osborne | Victorine        |
| Robert Barrat    | Capitão Dorman   |
| Miles Mander     | Tenente Strope   |
| Roscoe Ates      | Chips            |
| El Brendel       | Slushy           |
| Andrew Tombes    | Sad Eyes         |
| Aubrey Mather    | Potter           |
| Alan Ladd        | Newton           |
| J. Pat O'Malley  | Fish Peddler     |
| Lloyd Corrigan   | Capitão Stannage |
| Ted Osborne      | Capitão Decatur  |